# Below the line
below the line (ang. BTL – pod linią) – działania reklamowe skierowane do konkretnego klienta niebędące reklamą w środkach masowego przekazu. Nośniki reklamy BTL są skierowane głównie do detalistów i konsumentów i noszą nazwę materiałów POS (ang. point of sales) lub POP (ang. point of purchase).

## FormyBTL
- Consumer promotion
- Pocket media
- Sales Promotion
- public relations
- ambient media
- sponsoring
- każda forma marketingu bezpośredniego: direct marketing, direct mail itd.
- Sweepstakes – gry losowe, totalizator: loterie; quizy; zakłady bukmacherskie; tombole; gry na zgadywanie: zagadki, szarady; konkursy
- sampling
- product placement
- event marketing
- marketing mobilny i bluetooth marketing
- sprzedaż bezpośrednia
- ambush marketing (inaczej marketing pasożytniczy)
- marketing wirusowy/buzz marketing
- marketing partyzancki
- optymalizacja dla wyszukiwarek internetowych
- artykuły w mediach drukowanych